# Polje (Bar)
Pour les articles homonymes, voir Polje.
Polje (en serbe cyrillique : Поље) est un village du sud du Monténégro, dans la municipalité de Bar.

## Démographie

### Évolution historique de la population
| 1948 | 1953 | 1961 | 1971  | 1981  | 1991  | 2003  |
| ---- | ---- | ---- | ----- | ----- | ----- | ----- |
| 527  | 597  | 822  | 1 072 | 1 114 | 1 254 | 1 529 |